# 张喆人
张喆人（1959年—），廣東番禺人，中华人民共和国政治人物。曾任上海市民政局副局长、上海市杨浦区副区长，第十届、十一届全国人大代表、中國農工民主黨上海市委副主委。

## 生平
1982年毕业于上海第二医学院医学系，在上海杨浦区中心医院工作，从住院医师、主治医师、副主任医师、主任医师到副院长，整整有着十六年普外科临床经历。
2008年起担任全国人大代表。2018年1月，当选第十三届全国政协委员。